# بریستول هیدرا
بریستول هیدرا (به انگلیسی: Bristol Hydra) یک هواگرد ساختِ کارخانهٔ بریستول ایروپلین در کشور بریتانیا است.